# Madonna Haller

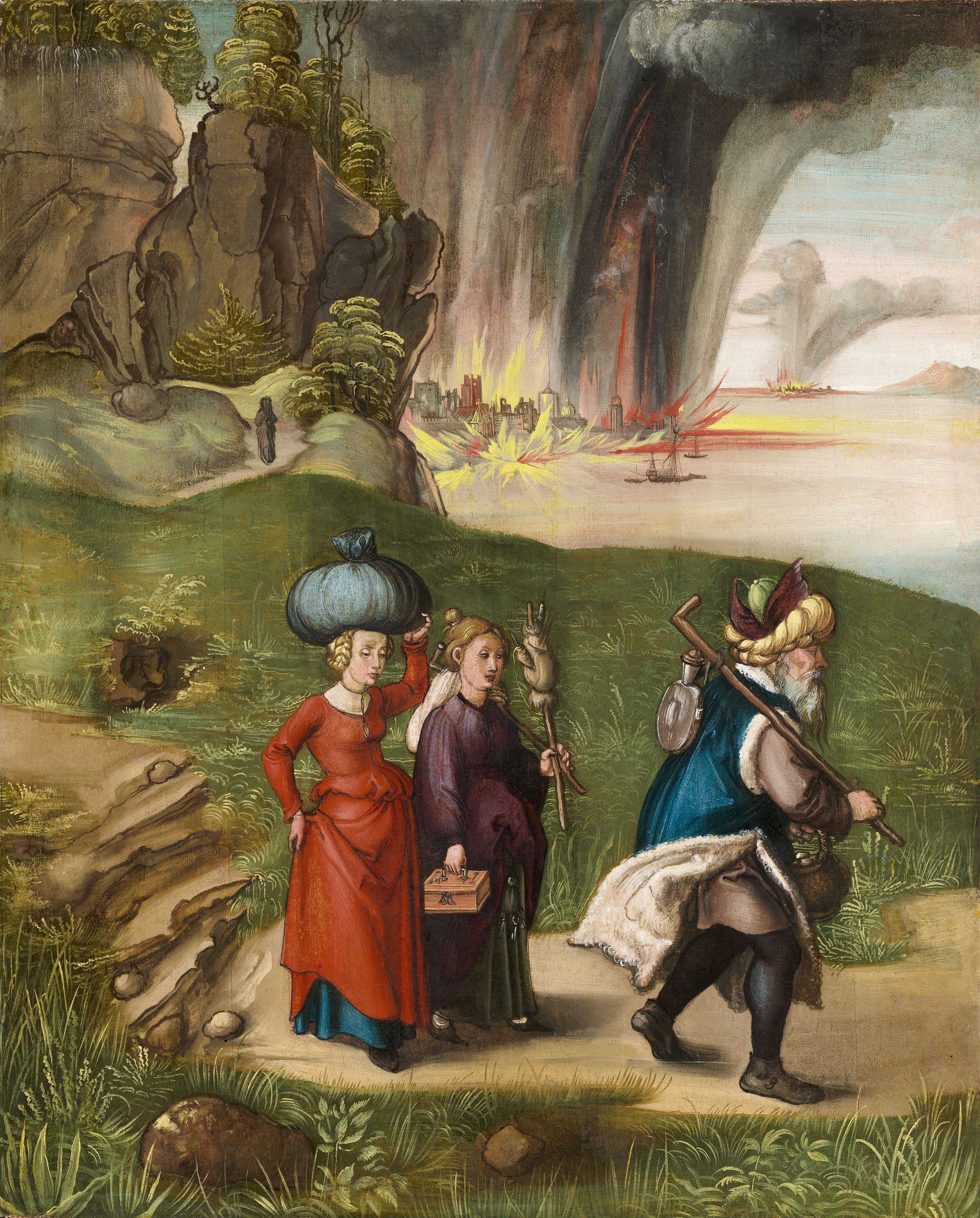
Loth e le figlie in fuga da Sodoma, retro della Madonna Haller

La Madonna Haller è un dipinto a olio su tavola (50x40 cm) di Albrecht Dürer, databile al 1498 circa e conservato nella National Gallery of Art di Washington. 
Sul retro della Madonna Haller appare l'opera Loth e le figlie in fuga da Sodoma, eseguita anch'essa dal maestro tedesco.

## Storia e descrizione
Uno dei due stemmi agli angoli inferiori del dipinto permette di identificare la committenza nella famiglia Haller, della ricca borghesia di Norimberga: si tratta di quello a sinistra, mentre l'altro non è ancora stato decifrato. Dopo aver transitato per varie collezioni private fino alla Thyssen-Bornemisza, a metà del Novecento venne acquistato da Samuel Kress che lo donò poi al nascente museo statunitense.
La Madonna col Bambino appoggiato in piedi su un cuscino, sullo sfondo di una tenda rossa appesa in una stanza con una finestra che si apre sul paesaggio, ricorda gli schemi di Giovanni Bellini, che Dürer aveva avuto modo di vedere nel suo primo soggiorno a Venezia, nel 1494-1495. Non a caso, quando il dipinto comparve sul mercato antiquario, era attribuito a Bellini e solo riconoscendo le caratteristiche stilistiche del paesaggio (simile a quello nel ritratto della Fürlegerin con i capelli raccolti, con la medesima porta cittadina) e la posa contorta del Bambino, tipicamente nordica. Egli tiene in mano un frutto, simbolo del Peccato originale, mentre l'imbottitura rossa del cuscino, così come le nappe, sembrano ricordare il colore del sangue della Passione, alludendo quindi al destino di Gesù, al quale sta forse pensando la madre dallo sguardo serio e assente.
La volumetria di Maria, avvolta interamente nel manto blu che ne esalta la plasticità, rimanda invece all'Italia, così come l'equilibrata composizione e l'attenzione alle venauture dei marmi.
Anche il retro della tavola è dipinto e presenta la scena biblica della fuga di Lot con le figlie dalla città di Sodoma, in cui si trova uno straordinario brano di paesaggio nella città infuocata sullo sfondo. Le due scene non sono correlate da nessun significato in particolare; si è ipotizzato quindi che la tavola fosse un dittico con la figura del donatore e che Loth e le figlie in fuga da Sodoma fosse il lato esterno del pannello sinistro.